# Ungdoms-VM i håndbold 2013 (mænd)
Ungdomsverdensmesterskabet i håndbold for mænd 2013 var det 5. ungdoms-VM i håndbold for mænd, og slutrunden med deltagelse af 24 hold blev afviklet i to arenaer i Budapest-forstæderne Budaörs og Érd i Ungarn i perioden 9. – 23. august 2013. Spillere født i 1994 eller senere kunne deltage i mesterskabet.
Turneringen blev vundet af Danmark, som i finalen besejrede Kroatien med 32-26. Bronzemedaljerne blev vundet af Tyskland, som vandt 29-23 over Spanien. Det var tredje gang i turneringens historie, at Danmark sikrede sig titlen – de to første gange var i 2007 og 2011. Til gengæld havde Tyskland ikke tidligere vundet medaljer ved ungdoms-VM for mænd.

## Slutrunde

### Værtsland og arenaer
Ungarn var ungdoms-VM-værtsland for første gang, og det var også første gang at mesterskabet blev afviklet i Europa. Kampene blev afviklet i to arenaer i Budapest-forstæderne Budaörs og Érd.
| Arena                                        | By      | Tilskuerpladser |
| -------------------------------------------- | ------- | --------------- |
| Városi Uszoda, Sport és Rendezvényscarnok    | Érd     | 2.200           |
| Budaörs Városi Uszoda Sportcsarnok és Strand | Budaörs | 1.200           |

### Hold

#### Kvalifikation
I Afrika gjaldt ungdomsafrikamesterskabet 2012 som kvalifikation. Mesterskabet blev afholdt i Abidjan, Elfenbenskysten i perioden 21. – 26. august 2012, og de fire VM-pladser gik til de fire bedst placerede hold ved mesterskabet: Egypten, Tunesien, Angola og Gabon.
Asien fandt sine tre deltagere ved ungdomsasienmesterskabet 2012, som blev afholdt i Manama, Bahrain i perioden 6. – 15. september 2012. De tre bedste hold ved mesterskabet, Qatar, Japan og Sydkorea, kvalificerede sig til VM-slutrunden.
Fra Europa kvalificerede de elleve bedste hold fra U.18-EM 2012 sig til slutrunden. Derudover var værtslandet, Ungarn, også kvalificeret til slutrunden.
I Panamerika talte ungdomspanamerikamesterskabet 2013, som blev afholdt i San Cristobal, Venezuela den 14. – 18. maj 2013, som kvalifikationsstævne. Herfra kvalificerede Argentina, Brasilien, Venezuela og Chile sig til slutrunden.
Oceanien blevet tildelt én plads ved VM-slutrunden men tilmeldte ikke noget hold. Oceaniens VM-plads blev overtaget af Frankrig, som var førstereserve fra Europa.

### Lodtrækning
Lodtrækningen til gruppeinddelingen i den indledende runde blev foretaget den 23. maj 2013 på rådhuset i Budaörs.

### Indledende runde
De 20 hold var inddelt i fire grupper med seks hold i hver. I hver gruppe spillede de seks hold en enkeltturnering alle-mod-alle, og de fire bedste hold fra hver gruppe gik videre til ottendedelsfinalerne. Holdene, der sluttede som nr. 5 eller 6 i hver gruppe, spillede videre i President's Cup om 17.- til 24.-pladsen.
Kampene i gruppe A og B blev hovedsageligt spillet i Budaörs, mens kampene i gruppe C og D primært blev spillet i Érd.

#### Gruppe A
| Dato  | Tid   | Kamp                   | Res.  | Pause |
| ----- | ----- | ---------------------- | ----- | ----- |
| 10.8. | 09:30 | Danmark – Japan        | 39–27 | 17–14 |
| 10.8. | 11:45 | Egypten – Chile        | 53–22 | 24–10 |
| 10.8. | 14:00 | Hviderusland – Serbien | 26–23 | 12–91 |
| 11.8. | 16:00 | Japan – Egypten        | 36–38 | 16–16 |
| 11.8. | 18:15 | Serbien – Danmark      | 32–38 | 15–23 |
| 11.8. | 20:30 | Chile – Hviderusland   | 23–27 | 12–17 |
| 13.8. | 09:30 | Danmark – Chile        | 38–17 | 18–91 |
| 13.8. | 11:45 | Egypten – Hviderusland | 37–30 | 14–17 |
| 13.8. | 14:00 | Japan – Serbien        | 29–37 | 13–17 |
| 14.8. | 13:45 | Hviderusland – Danmark | 20–32 | 19–15 |
| 14.8. | 16:00 | Egypten – Serbien      | 30–33 | 15–17 |
| 14.8. | 20:30 | Chile – Japan          | 24–37 | 12–16 |
| 16.8. | 09:30 | Serbien – Chile        | 36–19 | 16–10 |
| 16.8. | 11:45 | Hviderusland – Japan   | 39–23 | 19–13 |
| 16.8. | 14:00 | Danmark – Egypten      | 30–23 | 15–10 |

| Hold         | Kampe | Mål     | Point |                   |
| Danmark      | 5     | 177–119 | 10    | Ottendedelsfinale |
| Egypten      | 5     | 181–151 | 6     | Ottendedelsfinale |
| Serbien      | 5     | 161–142 | 6     | Ottendedelsfinale |
| Hviderusland | 5     | 142–138 | 6     | Ottendedelsfinale |
| Japan        | 5     | 152–177 | 2     | President's Cup   |
| Chile        | 5     | 105–191 | 0     | President's Cup   |

#### Gruppe B
| Dato  | Tid   | Kamp                 | Res.  | Pause |
| ----- | ----- | -------------------- | ----- | ----- |
| 10.8. | 16:15 | Sverige – Tunesien   | 33–22 | 18–12 |
| 10.8. | 18:30 | Slovenien – Rumænien | 27–27 | 14–12 |
| 10.8. | 20:45 | Qatar – Sydkorea     | 33–32 | 16–19 |
| 12.8. | 13:45 | Rumænien – Qatar     | 32–27 | 18–15 |
| 12.8. | 16:00 | Tunesien – Slovenien | 29–32 | 14–18 |
| 12.8. | 18:15 | Sydkorea – Sverige   | 28–37 | 14–14 |
| 13.8. | 16:15 | Slovenien – Qatar    | 25–26 | 13–15 |
| 13.8. | 18:30 | Tunesien – Sydkorea  | 31–30 | 15–12 |
| 13.8. | 20:45 | Sverige – Rumænien   | 38–29 | 19–15 |
| 15.8. | 14:00 | Slovenien – Sydkorea | 39–28 | 20–16 |
| 15.8. | 16:15 | Qatar – Sverige      | 14–30 | 17–13 |
| 15.8. | 18:30 | Rumænien – Tunesien  | 28–18 | 17–51 |
| 16.8. | 11:45 | Sverige – Slovenien  | 32–28 | 16–14 |
| 16.8. | 16:15 | Sydkorea – Rumænien  | 37–34 | 20–18 |
| 16.8. | 18:30 | Qatar – Tunesien     | 22–21 | 9–9   |

| Hold      | Kampe | Mål     | Point |                   |
| Sverige   | 5     | 169–121 | 10    | Ottendedelsfinale |
| Qatar     | 5     | 122–140 | 6     | Ottendedelsfinale |
| Slovenien | 5     | 151–142 | 5     | Ottendedelsfinale |
| Rumænien  | 5     | 150–147 | 5     | Ottendedelsfinale |
| Tunesien  | 5     | 121–144 | 2     | President's Cup   |
| Sydkorea  | 5     | 155–174 | 2     | President's Cup   |

#### Gruppe C
| Dato  | Tid   | Kamp                  | Res.  | Pause |
| ----- | ----- | --------------------- | ----- | ----- |
| 10.8. | 09:30 | Spanien – Brasilien   | 24–25 | 10–11 |
| 10.8. | 11:45 | Kroatien – Frankrig   | 29–28 | 11–12 |
| 10.8. | 14:00 | Argentina – Angola    | 30–26 | 13–12 |
| 12.8. | 16:00 | Brasilien – Kroatien  | 29–30 | 14–15 |
| 12.8. | 18:15 | Angola – Spanien      | 21–38 | 10–17 |
| 12.8. | 20:30 | Frankrig – Argentina  | 28–22 | 13–91 |
| 13.8. | 14:00 | Brasilien – Angola    | 39–18 | 16–81 |
| 13.8. | 16:15 | Kroatien – Argentina  | 39–18 | 21–81 |
| 13.8. | 20:45 | Spanien – Frankrig    | 31–25 | 15–13 |
| 15.8. | 14:00 | Kroatien – Angola     | 39–25 | 20–70 |
| 15.8. | 16:15 | Argentina – Spanien   | 27–34 | 14–17 |
| 15.8. | 18:30 | Frankrig – Brasilien  | 26–25 | 11–11 |
| 16.8. | 14:00 | Argentina – Brasilien | 25–45 | 10–20 |
| 16.8. | 16:15 | Spanien – Kroatien    | 29–28 | 12–14 |
| 16.8. | 20:45 | Angola – Frankrig     | 20–49 | 12–23 |

| Hold      | Kampe | Mål     | Point |                   |
| Spanien   | 5     | 156–126 | 8     | Ottendedelsfinale |
| Kroatien  | 5     | 165–129 | 8     | Ottendedelsfinale |
| Frankrig  | 5     | 156–127 | 6     | Ottendedelsfinale |
| Brasilien | 5     | 163–123 | 6     | Ottendedelsfinale |
| Argentina | 5     | 122–172 | 2     | President's Cup   |
| Angola    | 5     | 110–195 | 0     | President's Cup   |

#### Gruppe D
| Dato  | Tid   | Kamp                 | Res.  | Pause |
| ----- | ----- | -------------------- | ----- | ----- |
| 9.8.  | 18:45 | Ungarn – Venezuela   | 39–17 | 19–10 |
| 10.8. | 16:15 | Tyskland – Norge     | 37–30 | 19–13 |
| 10.8. | 18:30 | Østrig – Gabon       | 37–22 | 19–11 |
| 11.8. | 16:00 | Norge – Østrig       | 24–22 | 14–15 |
| 11.8. | 18:15 | Gabon – Ungarn       | 17–29 | 19–15 |
| 11.8. | 20:30 | Venezuela – Tyskland | 19–46 | 08–24 |
| 13.8. | 09:30 | Norge – Venezuela    | 40–16 | 21–71 |
| 13.8. | 11:45 | Tyskland – Gabon     | 43–12 | 22–70 |
| 13.8. | 18:30 | Østrig – Ungarn      | 20–20 | 8–8   |
| 14.8. | 16:00 | Østrig – Venezuela   | 38–15 | 16–71 |
| 14.8. | 18:15 | Ungarn – Tyskland    | 23–40 | 11–16 |
| 14.8. | 18:15 | Gabon – Norge        | 18–43 | 07–22 |
| 16.8. | 09:30 | Venezuela – Gabon    | 32–30 | 16–14 |
| 16.8. | 18:30 | Ungarn – Norge       | 23–26 | 13–16 |
| 16.8. | 20:45 | Tyskland – Østrig    | 31–25 | 17–12 |

| Hold      | Kampe | Mål     | Point |                   |
| Tyskland  | 5     | 197–109 | 10    | Ottendedelsfinale |
| Norge     | 5     | 163–116 | 8     | Ottendedelsfinale |
| Østrig    | 5     | 142–112 | 5     | Ottendedelsfinale |
| Ungarn    | 5     | 134–120 | 5     | Ottendedelsfinale |
| Venezuela | 5     | 199–193 | 2     | President's Cup   |
| Gabon     | 5     | 199–184 | 0     | President's Cup   |

### Finalekampe
Seksten hold var gået videre til ottendedelsfinalerne fra den indledende runde, og herfra blev turneringen afviklet som en ren cupturnering. Taberne i ottendedelsfinalerne spillede videre om 9.- til 16.-pladsen, taberne i kvartfinalerne spillede videre om 5.- til 8.-pladsen, mens taberne i semifinalerne spillede om bronzemedaljerne i bronzekampen.

#### Ottendedelsfinaler
| Dato  | Tid   | Kamp                   | Res.  | Pause | Spillested |
| ----- | ----- | ---------------------- | ----- | ----- | ---------- |
| 18.8. | 14:00 | Sverige – Hviderusland | 31–21 | 17–11 | Budaörs    |
| 18.8. | 14:00 | Frankrig – Norge       | 25–35 | 13–21 | Érd        |
| 18.8. | 16:15 | Østrig – Kroatien      | 25–29 | 11–13 | Budaörs    |
| 18.8. | 16:15 | Danmark – Rumænien     | 35–14 | 15–81 | Érd        |
| 18.8. | 18:30 | Slovenien – Egypten    | 33–29 | 15–13 | Budaörs    |
| 18.8. | 18:30 | Spanien – Ungarn       | 25–23 | 14–91 | Érd        |
| 18.8. | 20:45 | Tyskland – Brasilien   | 35–26 | 18–12 | Budaörs    |
| 18.8. | 20:45 | Serbien – Qatar        | 27–24 | 10–10 | Érd        |

#### Kvartfinaler
| Dato  | Tid   | Kamp                 | Res.  | Pause | Spillested |
| ----- | ----- | -------------------- | ----- | ----- | ---------- |
| 20.8. | 10:00 | Sverige – Kroatien   | 22–27 | 11–13 | Budaörs    |
| 20.8. | 10:00 | Norge – Danmark      | 19–35 | 17–16 | Érd        |
| 20.8. | 12:30 | Slovenien – Tyskland | 32–37 | 16–15 | Budaörs    |
| 20.8. | 12:30 | Serbien – Spanien    | 20–21 | 12–12 | Érd        |

#### Semifinaler, bronzekamp og finale
| Dato        | Tid         | Kamp                | Res.        | Pause       | Spillested  |
| Semifinaler | Semifinaler | Semifinaler         | Semifinaler | Semifinaler | Semifinaler |
| ----------- | ----------- | ------------------- | ----------- | ----------- | ----------- |
| 21.8.       | 17:30       | Kroatien – Tyskland | 29–26       | 13–15       | Érd         |
| 21.8.       | 20:00       | Danmark – Spanien   | 32–23       | 17–13       | Budaörs     |
| Bronzekamp  |             |                     |             |             |             |
| 23.8.       | 14:30       | Tyskland – Spanien  | 29–23       | 13–15       | Érd         |
| Finale      |             |                     |             |             |             |
| 23.8.       | 17:00       | Kroatien – Danmark  | 26–32       | 12–12       | Érd         |

| Samlet rangering | Samlet rangering |
| ---------------- | ---------------- |
| Guld             | Danmark          |
| Sølv             | Kroatien         |
| Bronze           | Tyskland         |
| 4.               | Spanien          |

### Placeringskampe

#### 5.- til 8.-pladsen
Placeringskampene om 5.- til 8.-pladsen havde deltagelse af de fire hold, der blev slået ud i kvartfinalerne, Sverige, Norge, Slovenien og Serbien. Holdene mødtes først i to semifinaler, hvorfra vinderne gik videre til kampen om 5.-pladsen, mens taberne måtte tage til takke med at spille om 7.-pladsen.
| Dato               | Tid         | Kamp                | Res.        | Pause       | Spillested  |
| Semifinaler        | Semifinaler | Semifinaler         | Semifinaler | Semifinaler | Semifinaler |
| ------------------ | ----------- | ------------------- | ----------- | ----------- | ----------- |
| 22.8.              | 15:00       | Sverige – Slovenien | 33–22       | 19–91       | Budaörs     |
| 22.8.              | 17:30       | Norge – Serbien     | 26–24       | 13–11       | Budaörs     |
| Kamp om 7.-pladsen |             |                     |             |             |             |
| 23.8.              | 10:30       | Slovenien – Serbien | 31–39       | 18–16       | Budaörs     |
| Kamp om 5.-pladsen |             |                     |             |             |             |
| 23.8.              | 12:45       | Sverige – Norge     | 20–26       | 12–15       | Budaörs     |

| Samlet rangering | Samlet rangering |
| ---------------- | ---------------- |
| 5.               | Norge            |
| 6.               | Sverige          |
| 7.               | Serbien          |
| 8.               | Slovenien        |

#### 9.- til 16.-pladsen
Placeringskampene om 9.- til 16.-pladsen havde deltagelse af de otte hold, der blev slået ud i ottendedelsfinalerne. Holdene mødtes først i fire playoff-opgør, hvorfra vinderne gik videre til kampene om 9.- til 12.-pladsen, mens taberne spillede videre om 13.- til 16.-pladsen.
| Dato  | Tid   | Kamp                  | Res.  | Pause | Spillested |
| ----- | ----- | --------------------- | ----- | ----- | ---------- |
| 19.8. | 18:30 | Hviderusland – Østrig | 25–22 | 10–11 | Budaörs    |
| 19.8. | 18:30 | Qatar – Ungarn        | 18–25 | 19–12 | Érd        |
| 19.8. | 20:45 | Egypten – Brasilien   | 33–39 | 18–23 | Budaörs    |
| 19.8. | 20:45 | Frankrig – Rumænien   | 26–29 | 13–14 | Érd        |

Placeringskampene om 9.- til 12.-pladsen havde deltagelse af de fire hold, der vandt playoff-kampene mellem de tabende ottendedelsfinalister. Holdene mødtes først i to semifinaler, hvorfra vinderne gik videre til kampen om 9.-pladsen, mens taberne måtte tage til takke med at spille om 11.-pladsen.
| Dato                | Tid         | Kamp                     | Res.        | Pause       | Spillested  |
| Semifinaler         | Semifinaler | Semifinaler              | Semifinaler | Semifinaler | Semifinaler |
| ------------------- | ----------- | ------------------------ | ----------- | ----------- | ----------- |
| 21.8.               | 15:00       | Hviderusland – Brasilien | 22–33       | 13–14       | Budaörs     |
| 21.8.               | 15:00       | Rumænien – Ungarn        | 22–30       | 16–16       | Érd         |
| Kamp om 11.-pladsen |             |                          |             |             |             |
| 22.8.               | 15:00       | Hviderusland – Rumænien  | 22–27       | 12–12       | Érd         |
| Kamp om 9.-pladsen  |             |                          |             |             |             |
| 22.8.               | 15:00       | Brasilien – Ungarn       | 35–29       | 19–15       | Budaörs     |

| Samlet rangering | Samlet rangering |
| ---------------- | ---------------- |
| 9.               | Brasilien        |
| 10.              | Ungarn           |
| 11.              | Rumænien         |
| 12.              | Hviderusland     |

Placeringskampene om 13.- til 16.-pladsen havde deltagelse af de fire hold, der tabte playoff-kampene mellem de tabende ottendedelsfinalister. Holdene mødtes først i to semifinaler, hvorfra vinderne gik videre til kampen om 13.-pladsen, mens taberne måtte tage til takke med at spille om 15.-pladsen.
| Dato                | Tid         | Kamp               | Res.        | Pause       | Spillested  |
| Semifinaler         | Semifinaler | Semifinaler        | Semifinaler | Semifinaler | Semifinaler |
| ------------------- | ----------- | ------------------ | ----------- | ----------- | ----------- |
| 21.8.               | 17:30       | Østrig – Egypten   | 28–36       | 15–17       | Budaörs     |
| 21.8.               | 20:00       | Frankrig – Qatar   | 29–22       | 13–13       | Érd         |
| Kamp om 15.-pladsen |             |                    |             |             |             |
| 22.8.               | 15:00       | Østrig – Qatar     | 27–29       | 16–12       | Érd         |
| Kamp om 13.-pladsen |             |                    |             |             |             |
| 22.8.               | 17:30       | Egypten – Frankrig | 26–27       | 12–12       | Érd         |

| Samlet rangering | Samlet rangering |
| ---------------- | ---------------- |
| 13.              | Frankrig         |
| 14.              | Egypten          |
| 15.              | Qatar            |
| 16.              | Østrig           |

### President's Cup

#### 17.- til 20.-pladsen
Placeringskampene om 17.- til 20.-pladsen havde deltagelse af de fire hold, der endte på femtepladserne i grupperne i den indledende runde, Japan, Tunesien, Argentina og Venezuela. Holdene mødtes først i to semifinaler, hvorfra vinderne gik videre til kampen om 17.-pladsen, mens taberne måtte tage til takke med at spille om 19.-pladsen.
| Dato                | Tid         | Kamp                  | Res.        | Pause       | Spillested  |
| Semifinaler         | Semifinaler | Semifinaler           | Semifinaler | Semifinaler | Semifinaler |
| ------------------- | ----------- | --------------------- | ----------- | ----------- | ----------- |
| 18.8.               | 9:30        | Japan – Tunesien      | 43–31       | 23–15       | Budaörs     |
| 18.8.               | 9:30        | Argentina – Venezuela | 36–25       | 18–13       | Érd         |
| Kamp om 19.-pladsen |             |                       |             |             |             |
| 19.8.               | 14:00       | Venezuela – Tunesien  | 28–43       | 12–22       | Budaörs     |
| Kamp om 17.-pladsen |             |                       |             |             |             |
| 19.8.               | 16:15       | Argentina – Japan     | 36–42       | 16–18       | Budaörs     |

| Samlet rangering | Samlet rangering |
| ---------------- | ---------------- |
| 17.              | Japan            |
| 18.              | Argentina        |
| 19.              | Tunesien         |
| 20.              | Venezuela        |

#### 21.- til 24.-pladsen
Placeringskampene om 21.- til 24.-pladsen havde deltagelse af de fire hold, der endte på sjettepladserne i grupperne i den indledende runde, Chile, Sydkorea, Angola og Gabon. Holdene mødtes først i to semifinaler, hvorfra vinderne gik videre til kampen om 21.-pladsen, mens taberne måtte tage til takke med at spille om 23.-pladsen.
| Dato                | Tid         | Kamp              | Res.        | Pause       | Spillested  |
| Semifinaler         | Semifinaler | Semifinaler       | Semifinaler | Semifinaler | Semifinaler |
| ------------------- | ----------- | ----------------- | ----------- | ----------- | ----------- |
| 18.8.               | 11:45       | Chile – Sydkorea  | 33–40       | 16–22       | Budaörs     |
| 18.8.               | 11:45       | Angola – Gabon    | 29–26       | 16–13       | Érd         |
| Kamp om 23.-pladsen |             |                   |             |             |             |
| 19.8.               | 14:00       | Chile – Gabon     | 23–24       | 10–91       | Érd         |
| Kamp om 21.-pladsen |             |                   |             |             |             |
| 19.8.               | 16:15       | Sydkorea – Angola | 34–21       | 12–12       | Érd         |

| Samlet rangering | Samlet rangering |
| ---------------- | ---------------- |
| 21.              | Sydkorea         |
| 22.              | Angola           |
| 23.              | Gabon            |
| 24.              | Chile            |

### Medaljevindere
| Guld | Sølv | Bronze |
| --- | --- | --- |
| Danmark | Kroatien | Tyskland |
| Nicolai N. Pedersen Niclas Kirkeløkke Kristian Stoklund Larsen Martin Kargaard Pedersen Christian Jensen Jonas Bruus Tidemand Simon Hald Jensen Andreas Holst Jensen Sebastian L. Frandsen Kasper E. Kildelund Martin Risom Christensen Magnus Landin Jacobsen Mike Jensen Nicolaj Schytt Nielsen Kristian Bach Bonefeld Johan Meklenborg | Mario Cvitkovic Lovro Mihic Leon Vucko Ante Grbavac Bruno Butorac Ante Kuduz Domagoj Grahovac Luka Mrakovcic Marko Mamic Kristian Beciri Matej Mudrinjak Ivan Vida Lovro Jotic Marin Buneta Josip Bozic Pavletic Josip Juric-Grgic | Lukas Blohme Joscha Ritterbach Jannik Hausmann Marcel Engels Kevin Herbst Florian Baumgartner Jannik Kohlbacher Tom Spieb Paul Drux Max Emanuel Konstantin Poltrum Fabian Wiederstein Philipp Jäger Yves Kunkel Christopher Rudeck Tim Suton |

## Rangering
| Ungdoms-VM 2013 | Ungdoms-VM 2013 |
| --------------- | --------------- |
| Guld            | Danmark         |
| Sølv            | Kroatien        |
| Bronze          | Tyskland        |
| 4.              | Spanien         |
| 5.              | Norge           |
| 6.              | Sverige         |
| 7.              | Serbien         |
| 8.              | Slovenien       |
| 9.              | Brasilien       |
| 10.             | Ungarn          |
| 11.             | Rumænien        |
| 12.             | Hviderusland    |

| Ungdoms-VM 2013 | Ungdoms-VM 2013 |
| --------------- | --------------- |
| 13.             | Frankrig        |
| 14.             | Egypten         |
| 15.             | Qatar           |
| 16.             | Østrig          |
| 17.             | Japan           |
| 18.             | Argentina       |
| 19.             | Tunesien        |
| 20.             | Venezuela       |
| 21.             | Sydkorea        |
| 22.             | Angola          |
| 23.             | Gabon           |
| 24.             | Chile           |

## Statistik og awards

### All star-hold
| Position     | Spiller               |
| ------------ | --------------------- |
| Målmand      | Sebastian L. Frandsen |
| Venstre fløj | Lovro Mihic           |
| Venstre back | Marko Mamic           |
| Playmaker    | Tim Suton             |
| Højre back   | Niclas Kirkeløkke     |
| Højre fløj   | Sebastian Karlsson    |
| Stregspiller | Ingacio Plaza Jiminez |

### Andre udmærkelser
| Kåring                  | Spiller           |
| ----------------------- | ----------------- |
| Mest værdifulde spiller | Simon Hald Jensen |

### Topscorere
| Antal  | Spiller                |
| ------ | ---------------------- |
| 64 mål | Nicusor Negru          |
| 64 mål | Jose G. Toledo         |
| 58 mål | Yves Kunkel            |
| 58 mål | Shinnosuke Tokuda      |
| 57 mål | Sander Sagosen         |
| 57 mål | Jose Manuel Rodriguez  |
| 57 mål | Hleb Harbuz            |
| 55 mål | Lovro Mihic            |
| 52 mål | Kei Tanaka             |
| 52 mål | Abdelrahman Amr Badawy |
| 52 mål | Dan Emil Racotea       |